# Portumna
Portumna (irisch Port Omna) ist eine Stadt im County Galway im westlichen zentralen Binnenland der Republik Irland. Die Einwohnerzahl des Ortes wurde bei der Volkszählung 2022 mit 1690 Personen ermittelt.

## Lage
Portumna liegt im äußersten Südosten des Countys, an der Grenze zum County Tipperary, westlich des Eintritts des River Shannon in den Lough Derg.
Portumna liegt an der in Nord-Süd-Richtung verlaufenden Nationalstraße N65, von der hier die Regionalstraße N352 nach Westen in Richtung Gort und zur N18 abzweigt.

## Infrastruktur
Durch die Lage am River Shannon bzw. Lough Derg ist Portumna ein Haltepunkt für viele Angler und eine wichtige Basis des Bootstourismus. Es bestehen mehrere Yachthäfen am Fluss und am See. Der Shannon verläuft hier in zwei Fahrrinnen um eine Insel in der Flussmitte herum und wird von einer 1911 fertiggestellten Straßenbrücke überquert, die zugleich die Verbindung zwischen den Counties Galway und Tipperary bildet.
Damit Schiffe und größere Boote zwischen dem Shannon und Lough Derg navigieren können, wurde die Brücke als Drehbrücke erbaut, die mehrmals am Tag zu festen Zeiten für den Schiffsverkehr geöffnet wird.

## Sehenswürdigkeiten
- Portumna Priory: In einem großen Park zwischen dem südlichen Ortsrand und dem Lough Derg befinden sich die Baureste der Portumna Priory (auch bekannt als Portumna Friary oder Portumna Abbey), anfänglich ein Zisterzienserkloster aus dem 13. Jahrhundert, das um 1426 von den Dominikanern übernommen wurde.
- Portumna Castle: Südlich der Stadt befindet sich Portumna Castle, errichtet im frühen 17. Jahrhundert (vor 1618), das teilweise öffentlich zugänglich ist.
- The Irish Workhouse Centre: Das ehemalige Armenhaus von Portumna befindet sich im Nordosten des Ortes. Der Betrieb der insgesamt 163 Armenhäuser Irlands war durch den Act for the effectual Relief of the Destitute Poor in Ireland von 1838 geregelt. Das Armenhaus von Portumna öffnete 1852, war für eine Fläche von insgesamt 310 km² zuständig und für 600 Bewohner geplant. Eine Ausstellung und Führungen widmen sich seit 2011 der Geschichte der irischen Armenhäuser und den Lebensumständen seiner Bewohner. Das Museum ist das einzige seiner Art in Irland.
- Kinalehin Friary: Die Ruine des ehemaligen Kartäuserklosters aus dem 13. Jahrhundert, später Franziskaner, befindet sich ca. zwölf Kilometer westlich von Portumna an der Regionalstraße R353.

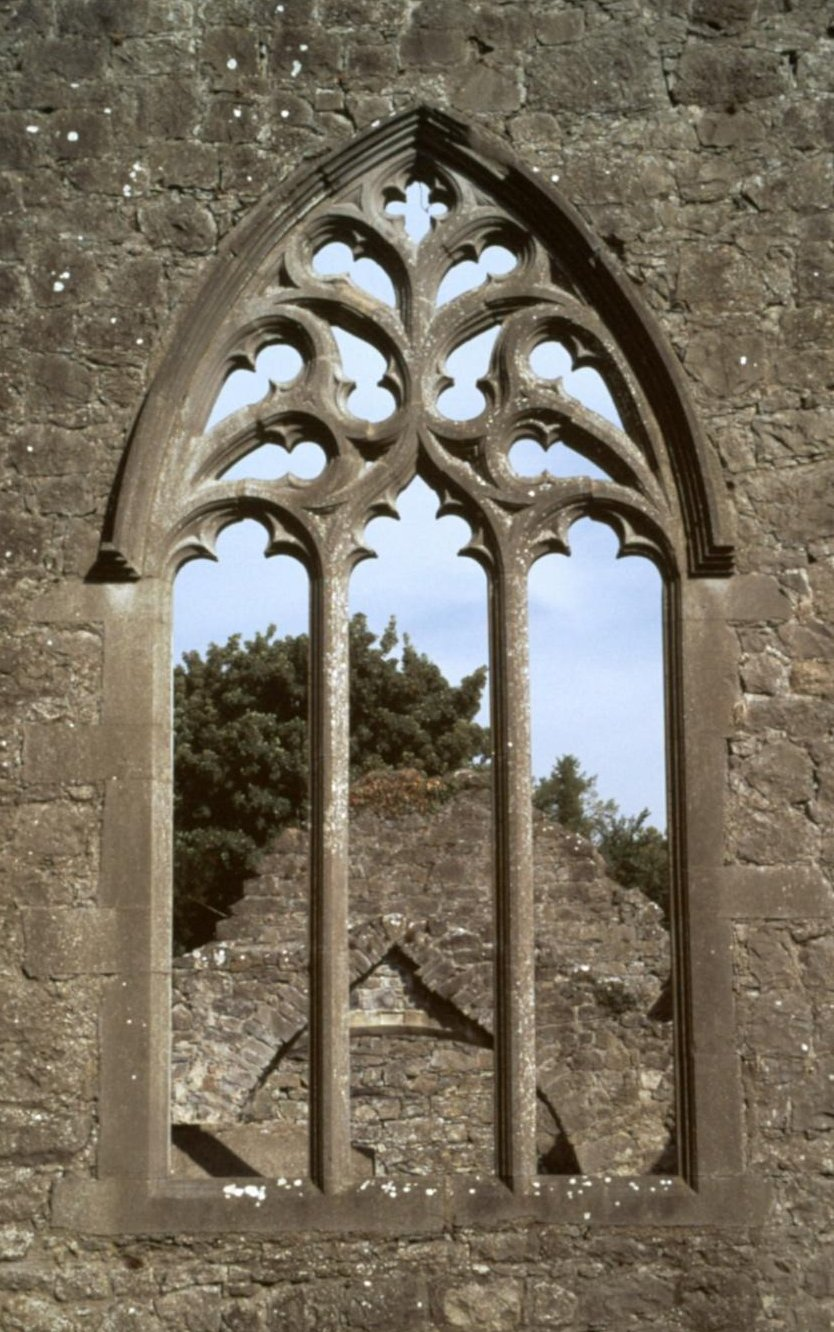
Ostfenster der „Portumna Priory“
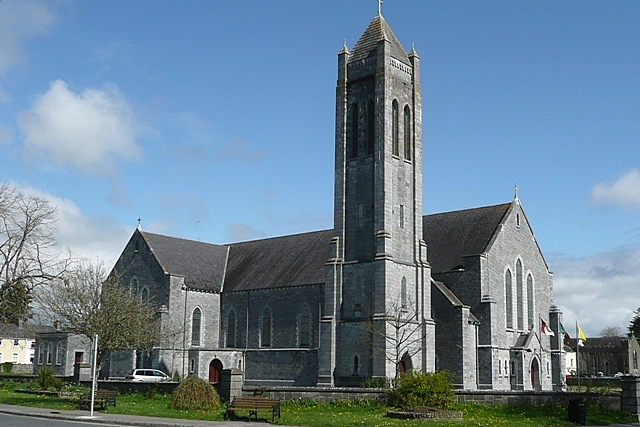
St. Brigid’s Church
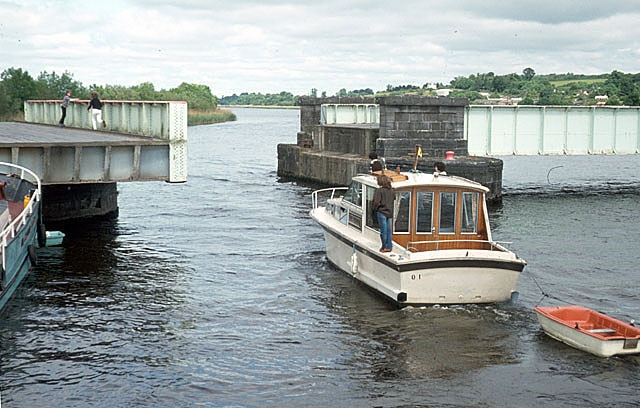
Portumna Bridge
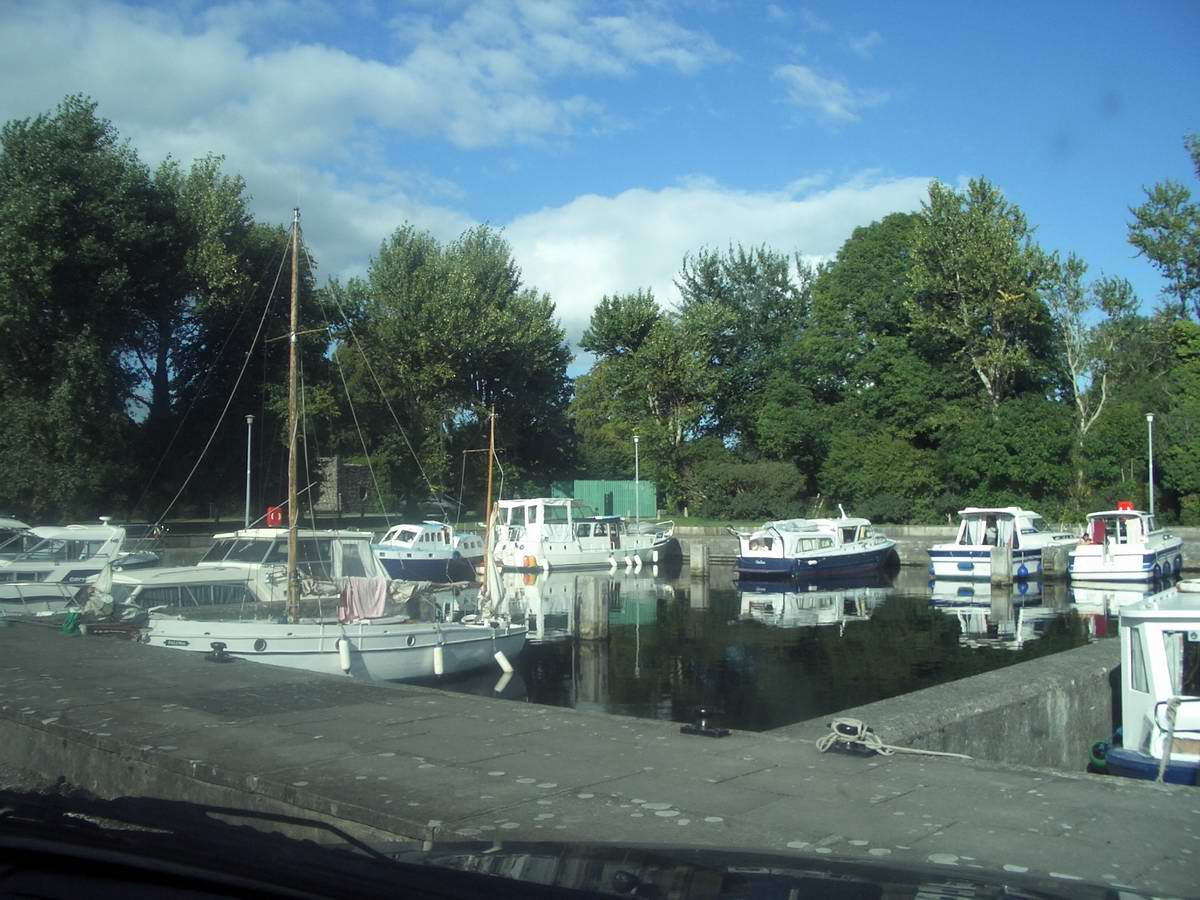
Hafen von Portumna
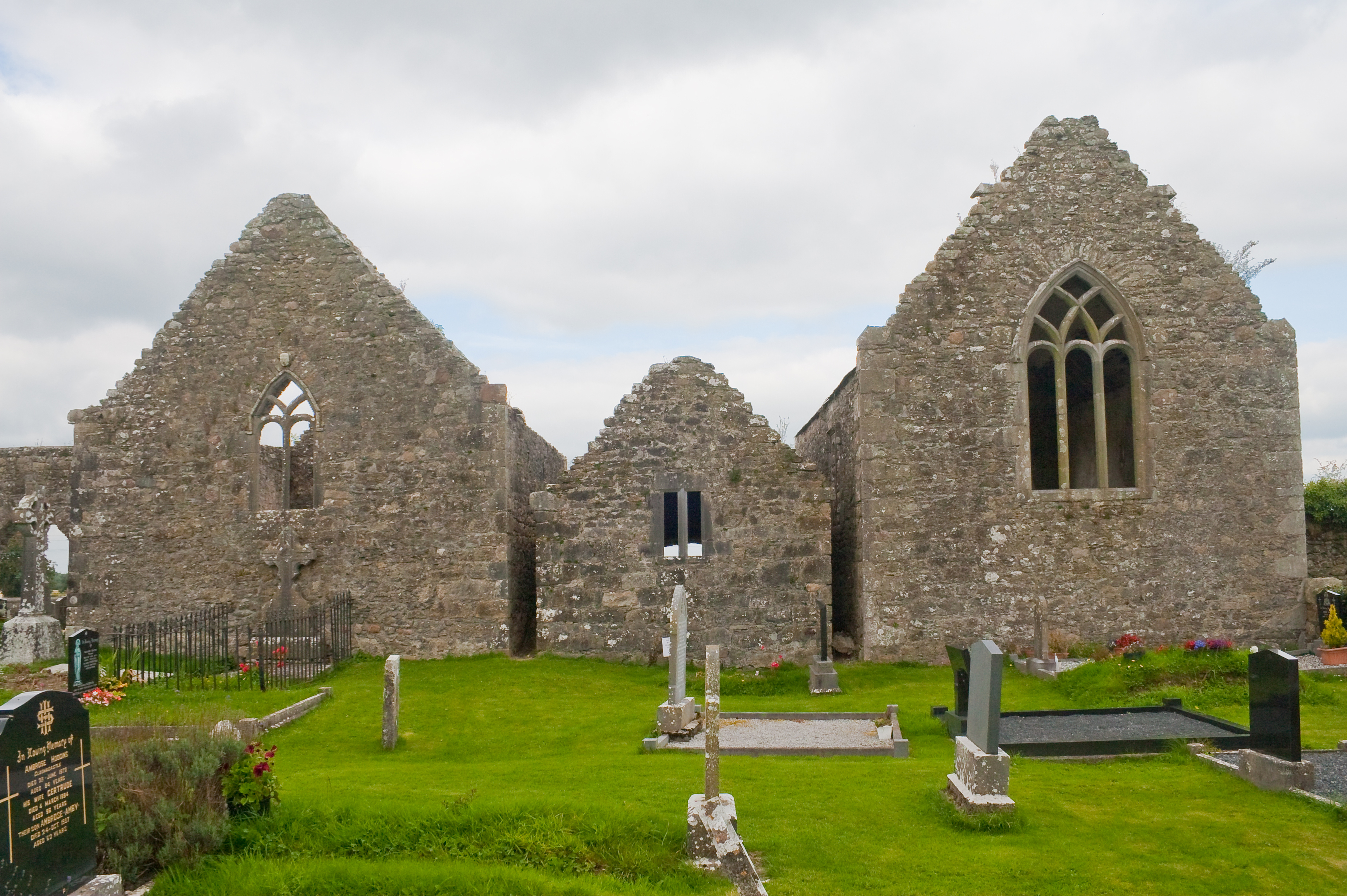
Kinalehin Friary
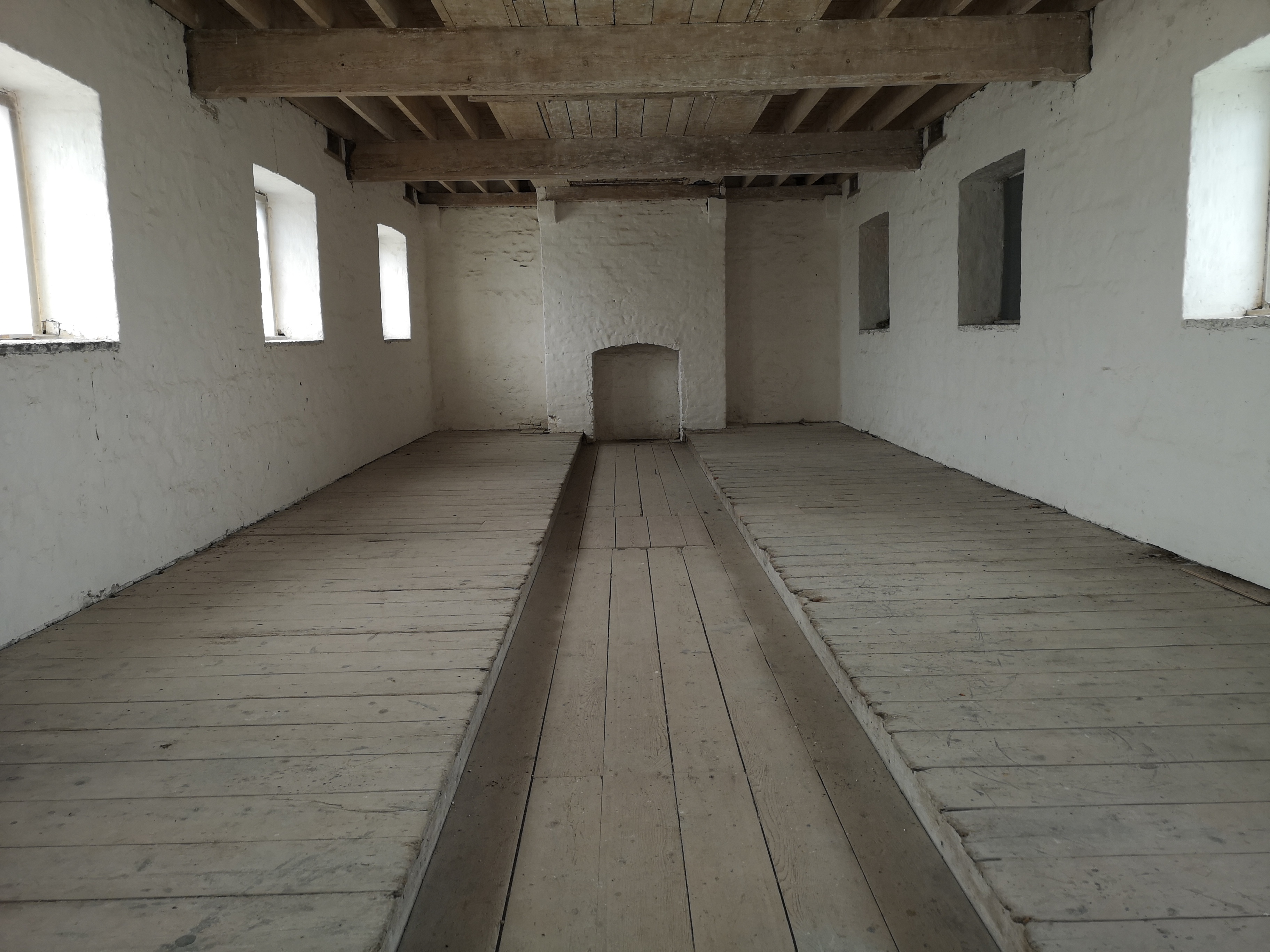
Irish Workhouse Centre

## Persönlichkeiten
- Anne Rabbitte (* 1977), Politikerin